# Groote (Adelsgeschlecht)

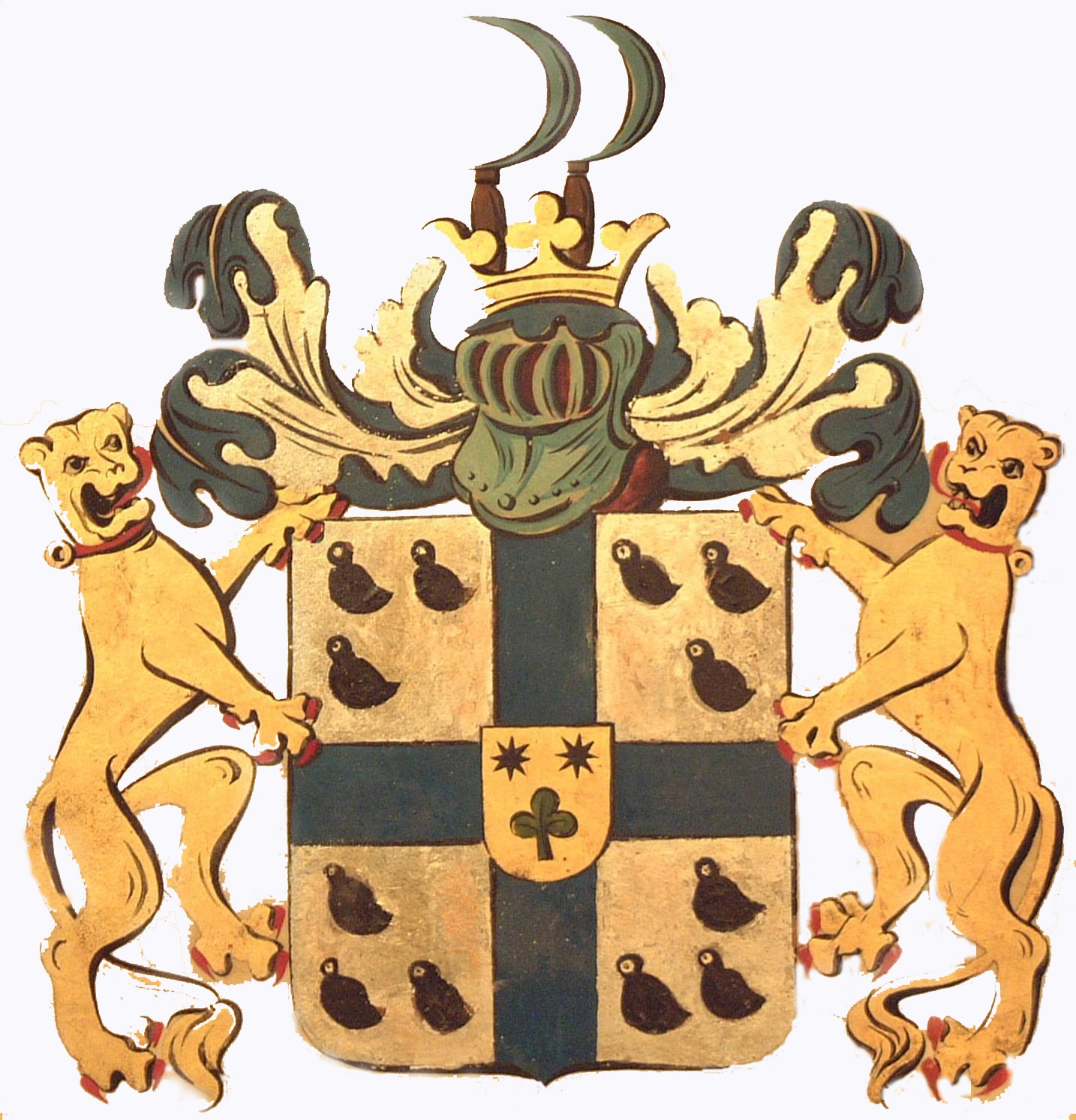
Wappen der Familie von Groote, gehalten von Leoparden

Die Familie der Edlen und Ritter von Groote, ursprünglich de Groote, ist ein Adelsgeschlecht, dessen Wurzeln in das 11. Jahrhundert zurückreichen. Die Familie war zu dieser Zeit in der Grafschaft Flandern beheimatet und gehörte zum Patriziat adlig-ritterlichen Standes.
Ein Zweig gelangte Ende des 16. Jahrhunderts ins Kölner Patriziat und erlangte 1780 die Erhebung in den erblichen Adelsstand und die Aufnahme in die Reichsritterschaft als Edler von Groote zu Kendenich. Die Familie erwarb ein Stadtpalais in Köln und mehrere Rittergüter in Kurköln.

## Geschichte

### Herkunft
Die ersten urkundlich erwähnten de Grootes finden sich in Flandern. Sie übten als Burgritter auf der Burg Oostkerke bei Damme nahe Brügge öffentliche Ämter im Auftrag des Grafen von Brügge aus. Die Lebenszeit von Dankardus (erwähnt in einer Urkunde von 1236, die sich auf einen Vorgang im Jahr 1127 bezieht) ist zum Ausklang des 10. und zu Beginn des 11. Jahrhunderts einzuordnen. Sein Sohn Hugo könnte gemäß einer zeitgenössischen Notiz aufgrund seiner Taten auf einem Kreuzzug den Beinamen Magnus/de Groote bekommen haben. Die Söhne des Hugo tragen bereits regelmäßig den Beinamen de Groote oder Magnus. Gut belegt ist das Wirken von Hugos Sohn Willelmus Magnus. Er bekleidete von 1190 bis 1206 am Hofe des Grafen von Flandern das hohe Amt des Seneschall, später Bailli, das ihn als obersten Befehlshaber der Polizei und Staatsanwalt auswies. Er war ebenfalls Mitglied des Regentschaftsrats von Flandern. Mit hoher Wahrscheinlichkeit führte er den Vorsitz am Brügger Berufungsgericht und wird 1211 als Vorsitzender der Freischöffen der Burggrafschaft Brügge erwähnt.

Burg Maldeghem bei Brügge, Stammsitz der Familie de Groote

Auch in den nächsten Generationen übten de Grootes das angesehene Amt des Brügger Bailli und Freischöffen aus. Jean (Jan) de Groote löst sich aus dem Dienst des Grafen und siedelt nach Gent über, wo er 1316 urkundlich erwähnt wird. Er ist der erste de Groote, der als Kaufmann in Erscheinung tritt. Sein Sohn Sohier de Groote verband den Beruf des Kaufmanns mit hohen öffentlichen Ämtern: Er war Schöffe (Eschevin) und erster Beigeordneter Bürgermeister am Bare des Farchons in Gent. Auch andere Familienmitglieder sind als Schöffen oder hohe Beamte in Gent beurkundet. Die Tradition der Verbindung zwischen Kaufmannsberuf und politischem Amt wurde in der Familie seit dieser Zeit mehr als fünf Jahrhunderte aufrechterhalten. Unklar ist, ob die Familie de Groote in Flandern zum Adel oder zum bürgerlichen Patriziat gehörte.

### Von Flandern nach Köln
Mitte des 16. Jahrhunderts erreichte der spanisch-niederländische Krieg Gent und zwang Mathias de Groote dazu, mit seiner Familie nach Ypern zu fliehen. Dort ist er 1555 als Schöffe genannt. Zu Ende des 16. Jahrhunderts musste sein Sohn, der strenge Katholik und Reformationsgegner Nikolas de Groote, seine protestantische Heimat Ypern verlassen und zog nach einem Aufenthalt in Antwerpen weiter nach Köln. Auf dieser Flucht wurde er von seiner Frau und seinen zwei kleinen Kindern getrennt. Die Familienchronik berichtet, dass er seine Frau 1580 nach langer Suche in der Kölner Römergasse Unterricht erteilend wiedergefunden habe. Auf einem Schild soll gestanden haben: „Allhier gibt Frau de Groote Unterricht im Lesen und Schreiben“. Seine Familie war zunächst mittellos, doch etablierte sie sich schnell in Kölner Kaufmannskreisen.

### Wirken der Familie in Köln
Zum Aufbau eines ausgedehnten Handelsnetzes konnte Nicolas de Groote auf seine niederländischen Handelsbeziehungen zurückgreifen, die bis nach Frankreich, England, Italien, Spanien und Portugal reichten. Es wird berichtet, dass er schon bald nach dem Erwerb des Bürgerrechts 1584 zu den angesehensten und reichsten Bürgern der freien Reichsstadt Köln zählte.
Schon sein Sohn Heinrich de Groote wurde in Köln Ratsherr. Dessen gleichnamiger Sohn Heinrich de Groote wurde bereits Bürgermeister von Köln. Begünstigt wurde dieser schnelle Aufstieg durch die familiäre Anbindung an die einflussreiche Kölner Familie Jabach. Bürgermeister Heinrich von Groote heiratete Sibilla von Duisterloe, die Tochter des Kölner Kaufmann Matthias von Duisterloe und Erbin des Hauses Glockengasse Nr. 3. Jacob von Groote baute an dessen Stelle um 1614 das Grootesche Palais.

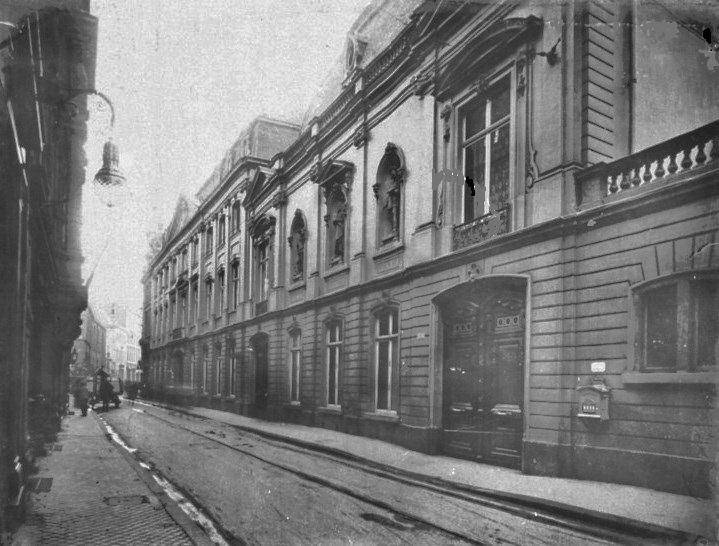
Palais Glockengasse 3 (vor 1900)

Die vierte Kölner Generation stellte zweifach den Bürgermeister von Köln, einer davon, Franz de Groote, sogar 13 mal. Dessen Tochter Maria Anna heiratete in die Kölner Bürgermeisterfamilie Hilgers ein, dessen Sohn Franz Jakob de Groote in die Kölner und Düsseldorfer Bürgermeisterfamilie zum Pütz-Hemmerich, seine Ehefrau Maria Ursula, geb. zum Pütz (1734–1768) spielte eine gesellschaftlich-literarische Rolle. 1752 ließ Bürgermeister Franz Jacob von Groote das Palais Glockengasse 3 abreißen und durch einen Neubau von Architekt Nikolaus Krakamp ersetzen. Franz Jacob von Groote baute von 1765 bis 1768, zusammen mit Everhard Anton von Groote, auch die Kirche St. Gregorius im Elend im Kölner Severinsviertel, die sich bis heute im Besitz einer Familienstiftung befindet.
Franz Jacobs Sohn Heinrich Josef Franz Anton Hermann Josef Balthasar von Groote übernahm die Bürgermeisterstelle seines Vaters und das Palais. 1823 brachte Eberhard von Grootes Ehefrau das Haus Glockengasse Nr. 9 in die Ehe ein. Der Familie von Groote gehörte auch das Posthaus Nr. 27 (alt: Nr. 4824), das als „Pferdepost“ bezeichnet wurde. 1794 musste die Familie von Groote vor den französischen Truppen nach Arnsberg und Siegen fliehen und unter anderem das Palais in der Kölner Glockengasse Nr. 3 aufgeben.

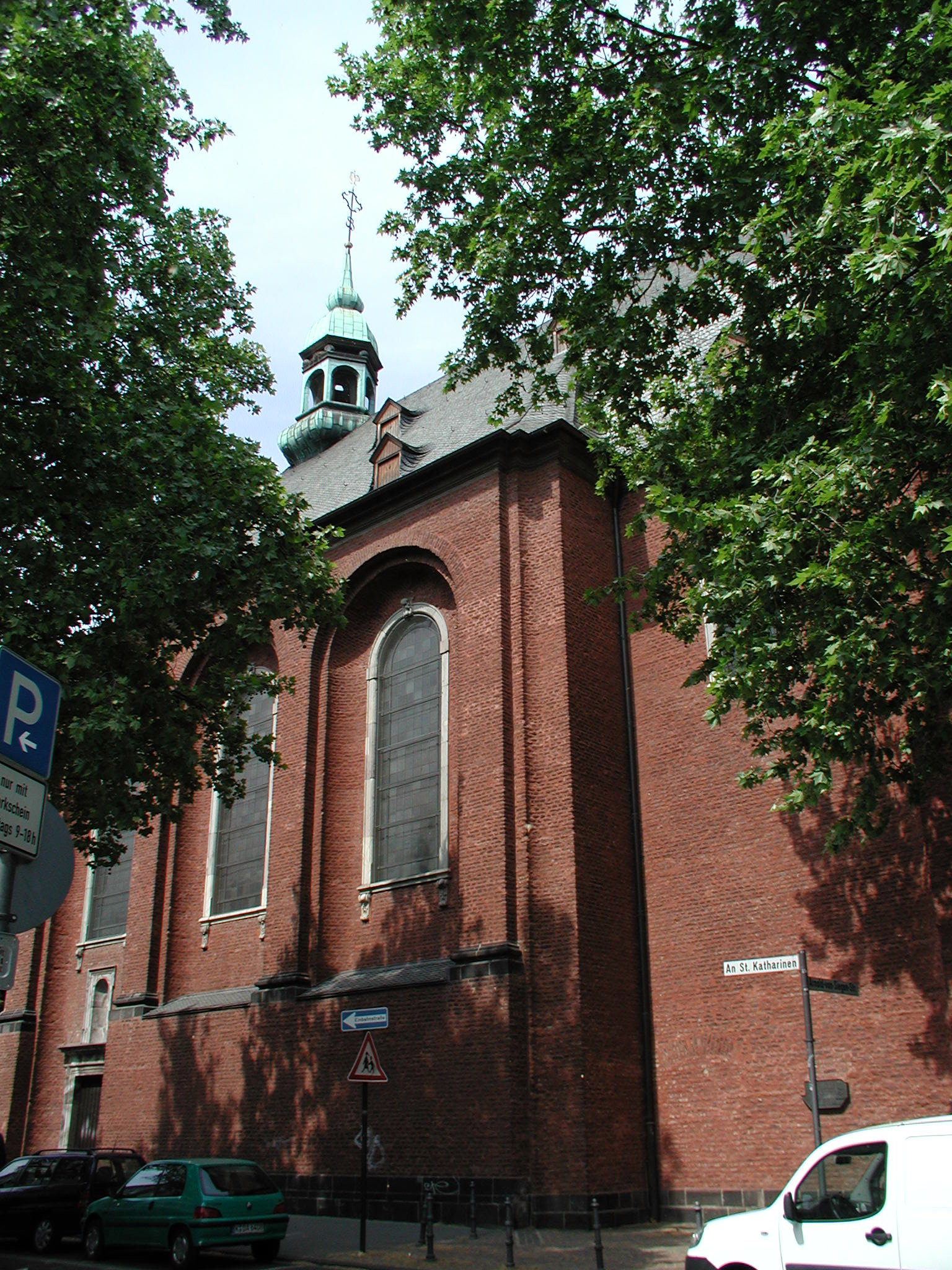
Kirche St. Gregorius im Elend in Köln, gestiftet von Franz Jacob und Everhard Anton von Groote

Neben ihrem Engagement auf kaufmännischem und politischem Gebiet war die Familie von Groote auch stets in humanitären und kirchlichen Feldern aktiv. Jacob de Groote ließ den als cimiteria exulum eingerichteten Friedhof St. Katharinen, genannt Elendsfriedhof, einfrieden. Dies war der Friedhof, auf dem alle Fremden, die Hingerichteten und die im Gefängnis verstorbenen, aber auch die Kölner Protestanten sowie die Verstorbenen der Kölner Stadtsoldaten, die Kölner Funken, beerdigt wurden. Jacob stiftete zwei theologische Lehrstühle an der städtischen Universität und öffentlichen Unterricht für arme Kinder an Sonntagsschulen. Der 1627 geborene Jacob (der Jüngere) de Groote ließ den Friedhof mit einer Mauer und einem eisernen Gitter versehen, weil er mit angesehen hatte, wie ein Hund an den Knochen eines kurz zuvor Beerdigten nagte. In seinem Testament stiftete er 30.000 Reichstaler zur Unterstützung kultureller und sozialer Zwecke, unter anderem zur Unterstützung armer Handwerkslehrlinge. Franz Jacob von Groote und sein Bruder Everhard Anton Jacob Balthasar waren die Stifter der auf dem Elendsfriedhof erbauten Kirche St. Gregorius im Elend.
Erhard Anton Hermann Melchior von Groote war kaiserliche Oberpostmeister in Köln. Sein Sohn Everhard von Groote war Präsident der Kölner Armenverwaltung. Der Kölner Bürgermeister Jakob Gabriel de Groote residierte in der Glockengasse 3; er kaufte 1766 die Burg Kendenich (1821 an die Familie von Kempis vererbt). Die von Grootes gehörten dem Kölner Patriziat an. Mehrere Familienmitglieder sind/waren im Malteserorden.

### Preußische Zeit
1794 musste die Familie vor den französischen Truppen nach Arnsberg und nach Siegen fliehen und verlor viele Güter, darunter das Familienpalais in der Kölner Glockengasse Nr. 3. Nach 1816 fiel die Familie durch hohe Ämter im preußischen Staatsdienst auf. Everhard von Groote, Staatsrat und Herr auf Immendorf, Hermülheim und Grimmlinghausen (1789–1864), kehrte später nach Köln zurück. Ihm gelang es im Auftrag Blüchers, zahlreiche von den Franzosen im Rheinland geraubte Kunstschätze, darunter „Die Kreuzigung Petri“ von Rubens, aufzuspüren und nach Köln zurück zu schaffen. Ein Enkel von ihm wurde Bürgermeister in Godesberg. Der zweitälteste Sohn Joseph Cornelius Alois Anton Balthasar war Königlich Preußischer Oberkonsistorialrat und Kanzler des Erzstiftes.

## Erhebung in den Adel und in den Ritterstand

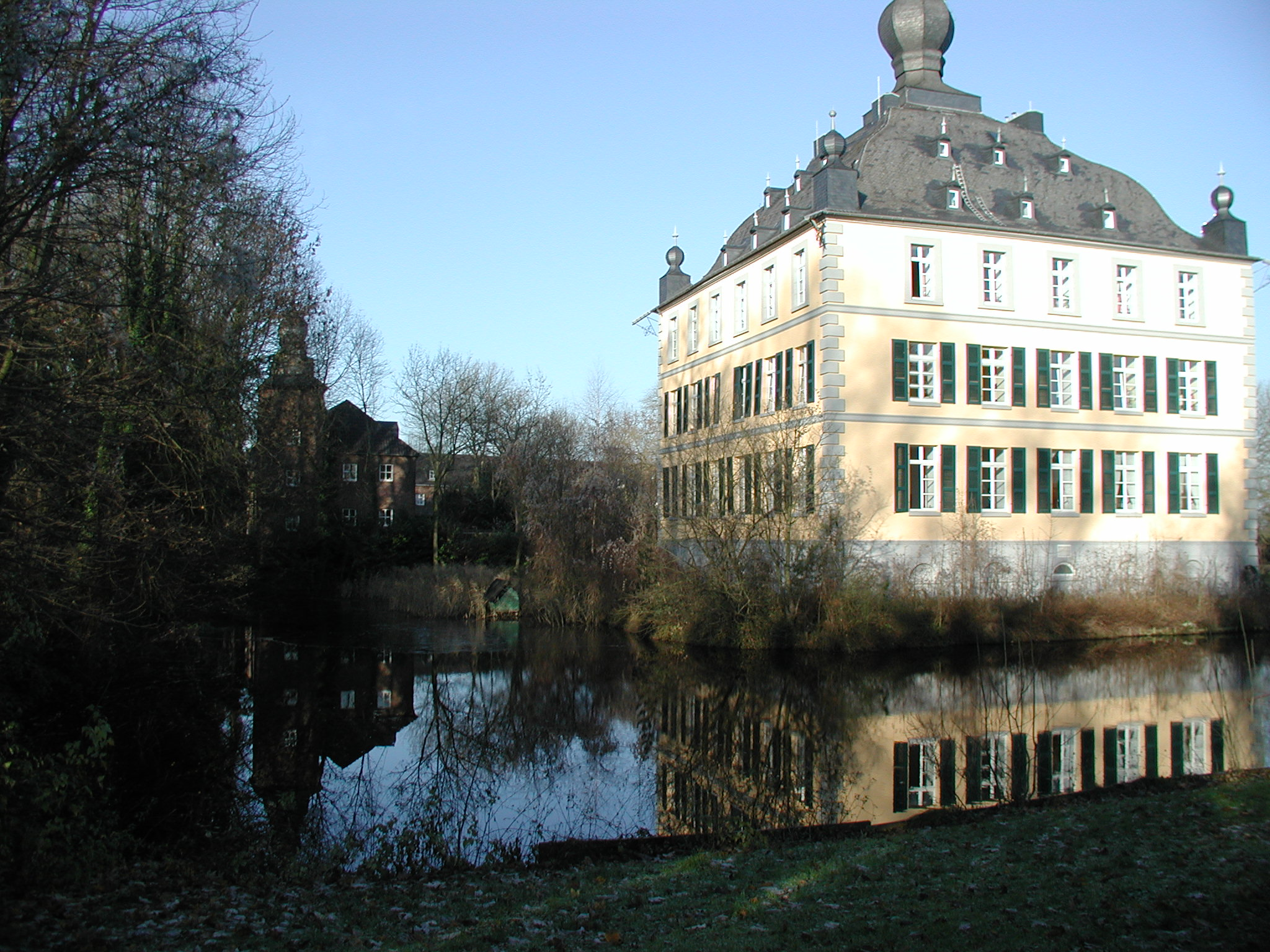
Burg Kendenich

Maria Franz Jakob Gabriel de Groote wurde wegen seiner Verdienste um Stadt und Reich für sich, seine Geschwister und Nachkommen am 13. Februar 1780 von Kaiser Joseph II. in Wien als Edler von Groote zu Kendenich, des heiligen Römischen Reiches Ritter in den erblichen Reichsadel und die Reichsritterschaft erhoben mit der Berechtigung, sich nach innehabenden oder zu erwerbenden Besitzungen zu nennen (privilegium denominandi).

### Wappen
Die erste gesicherte Verwendung des Familienwappens ist auf den 4. September 1260 datiert. Walter de Groote, der als Freischöffe und Bailli für Brügge Stadt und Burggrafschaft militärische, administrative und richterliche Funktionen ausübte, hat zu diesem Datum mit dem Wappen einen Schöffenspruch besiegelt. Das noch erhaltene Wappen wird von Wolfgang von Groote in seinem Artikel „Die älteste Stammreihe der Familie von Groote“ wie folgt beschrieben: „Zwölf für den Beschauer nach links blickende gestümmelte (des Schnabels und der Füße beraubte) Amseln, zu je dritt in den Feldern eines Kreuzes so angeordnet, dass sie untereinander zusammen einen Kreis bilden. (Inventaire des Archives de la ville de Bruges No.7)“. Die Ortschaft Maldegem führt das gleiche Wappen, in anderer Tingierung.
Es gibt keine eindeutigen Belege darüber, was es mit der Symbolik des Wappens auf sich haben könnte. Die Heraldik sieht in gestümmelten Amseln, die auch Merlette heißen, frühe Wappentiere, die nur von teilnehmenden Rittern auf einem Kreuzzug in das Wappen aufgenommen werden durften. Diese Aussage ist aber unter Fachleuten umstritten und reicht nicht als Beleg für die Teilnahme an einem Kreuzzug. Die 12er-Zahl scheint für „die vollkommene Ordnung“ zu stehen. Auch das Kreuz könnte einen Hinweis in diese Richtung geben. Das Wappen der Familie von Groote könnte aber auch aus einem Amts- oder Funktionswappen hervorgegangen sein. Das Besondere an den Merletten ist die Stümmelung, also das Fehlen von Schnabel und Füßen. Dies könnte darauf hindeuten, dass es sich um keine natürlichen Vögel handelt, sondern um solche, die weder auf Nahrung noch auf Bewegung auf der Erde angewiesen sind. Solche Vögel gab es in verschiedenen Kulturräumen. Sie sind meist mit dem Gerichtswesen verbunden, weniger mit dem Richteramt als mehr mit dem Amt dessen, der als Bote oder Urteilsvollstrecker unterwegs ist. Das Kreuz war auch schon vorchristlich in unserem Kulturraum ein Heilszeichen und mit dem Gerichtswesen verbunden. Insgesamt scheint das Merlettenwappen also entweder ein Abzeichen eines Nachfahren eines Kreuzritters oder das eines Gerichtsfunktionärs oder -wächters zu sein.

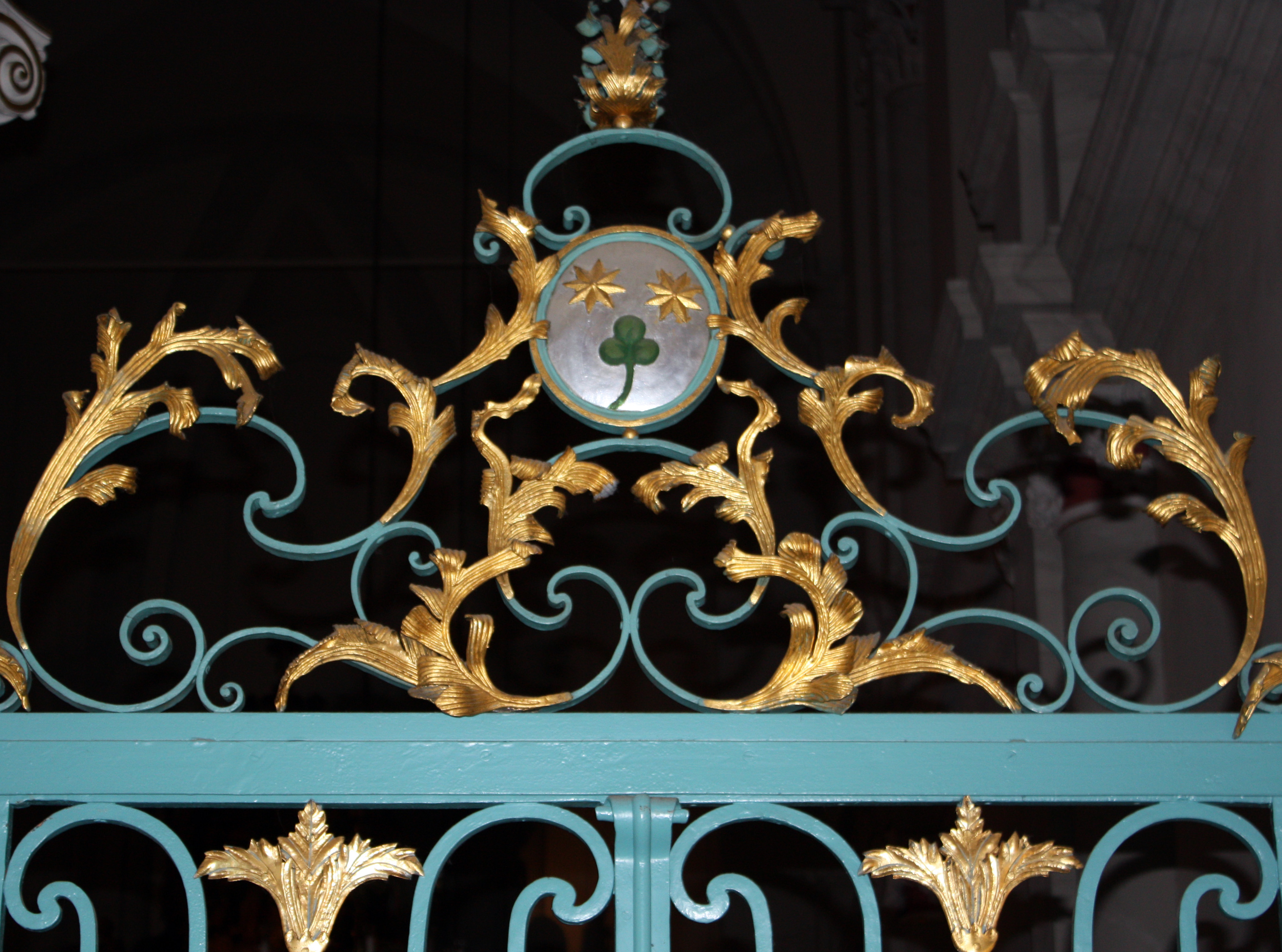
Wappen von Groote in der Kirche St. Maria in der Kupfergasse

Das im Adelsdiplom beschriebene Wappen vereinigte das seit 1260 geführte flandrische Familienwappen (ein durch ein hellblaues Kreuz in vier Felder geteiltes Schild, in welchem sich die Merletten bzw. verstümmenten Amseln befanden) mit einem neuen Wappen, das Nicolas de Groote in Köln angenommen hat. Zum Zeichen des Neubeginns in Köln hatte Nicolas de Groote ein Wappen geschaffen, das zwei blaue Sterne und darunter ein grünes Kleeblatt in einem goldenen Feld zeigt. Hiermit könnte er Gottvertrauen und Optimismus für den Neuanfang ausgedrückt haben. Darauf deuten die gewählten Symbole der Sterne als Überbringer des Lichts und des Kleeblatts als Zeichen der Trinität, aber auch für Einheit und Stabilität, während die Grundfarbe Gold für Zukunft und Ewigkeit steht.
In dem von Kaiser Joseph II. verliehenen Adelsdiplom wird das Familienwappen wie folgt beschrieben: Ferner und zu mehrerer Gedächtniß dieser Unserer Kaiserlichen Gnade, haben wir Ihnen Maria Franz Jacob Gabriel von Groote des h(eiligen) Röm(ischen) Reichs Ritter, seinen ehelichen Leibeserben und derselben Erben-Erben beiderley Geschlechts nachfolgendes Ritterliches Wappen verliehen und in alle Zeit zu führen gnädigst gegönnet und erlaubet. Als einen gantzen, mit zwölf gestümmelten schwarzen Amseln zu drey und drey besetzten silbernen Schildt, welcher mit einem blauen Kreutz belegt ist, in dessen Fuß ein grünes Kleeblatt, oben aber zwey schwarze achteckige Sterne zu ersehen sind. Auf dem Schildt ruhet ein offener, adelicher, blau angeloffener, roth gefütterter, rechts gekehrter, goldgecrönter, zur rechten und linken mit Silber und blauen herabhängenden Decken auch umhabender Kleinodien gezierter Turnier-Helm, worüber rechts eine blaue, links eine silberne gegen die Rechte gekehrte Sichel erscheinen. Zu beiden Seiten des Schildes befindet sich ein goldener Leopard mit roth ausgeschlagener Zunge und rothem Halsbandt und goldenem Ring als Schildthalter, wie solches ritterliches Wappen inmitten dieses Kaiser(lichen) Gnaden-Briefs mit Farben eigentlicher entworfen und gemahlet ist.

## Stiftungen
Franz Jacob von Groote baute 1765 bis 1768 aus Dankbarkeit für den Erfolg der Familie im Kölner Severinsviertel die Kirche St. Gregorius im Elend, die sich noch heute im Besitz der Familie befindet. Die Kirche wird seit dem Zweiten Weltkrieg laut Stiftungsidee bis heute für katholische Gottesdienste nationaler Minderheiten genutzt. An die Nordwand des Kirchenbaus wurde im Jahr 1963 für die „Schönstatt-Schwestern“ eine eigene Kapelle angebaut. Ihren Status als „Familienkirche“ hat die Kirche St. Gregorius bis heute behalten. Einmal jährlich, zum Allerheiligenfeiertag, ist sie nur den Familienmitgliedern der „von Groote“ zugängig.

## Besitzungen
- Burg Maldeghem, Stammsitz der Familie de Groote nahe Brügge
- Rittergüter Dransdorf, Disternich, Busch, Lohmar und Ingenfeld - Carl Alexander von Groote bis zu dessen Tod 1860
- Familienkirche St. Gregorius im Elend
- Köln Palais Glockengasse Nr. 3, 1752 abgerissen und durch einen prachtvollen Neubau ersetzt
- Reichsgüter Thurn und Wolffskeel zu Sinzig
- 1766 Erwerb des Rittersitzes Burg Kendenich einschließlich Burghof durch Maria Franz Jakob Gabriel de Groote (kam 1821 durch Heirat an die von Kempis)
- 1834 Erwerb von Burg Hermülheim durch Everhard von Groote (1955 mit Besitz der Gemeinde/Stadt Hürth getauscht)
- Haus Pesch nahe Euskirchen. Die Pescher Linie wurde begründet von Heinrich Joseph von Groote (1762–1823), der ebenfalls Bürgermeister in Köln war. Das Rittergut Haus Pesch befindet sich seit 1792 bis heute im Familienbesitz.

## Geschäfte
Die Familie von Groote war kaufmännisch sehr aktiv und unterhielt Dependancen in Lissabon, Sevilla, Venedig, Calais, Lüttich, Hamburg, London und Emden. 1799 musste die Familie vor den französischen Truppen nach Arnsberg fliehen und verlor viele Güter, darunter das Familienpalais in der Kölner Glockengasse 3.

## Bekannte Familienmitglieder

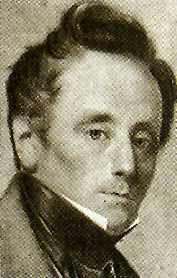
Eberhard von Groote (1789–1864)

- Maria Ursula Columba de Groote (1734–1768), Ehefrau des Maria Franz Jakob Gabriel de Groote, Bürgermeister der Freien Reichsstadt Köln
- Heinrich Josef von Groote (1762–1823), kurkölnischer Politiker und Bürgermeister der Stadt Köln
- Eberhard von Groote (1789–1864), Politiker, Staatsrat und Schriftsteller in der Zeit der Romantik, Vorsitzender des Kölner Dombauvereins
- Karl von Groote (1835–1898), preußischer Generalmajor
- Felix von Groote (1859–1889), Landrat in Ahrweiler
- Rudolf von Groote (1858–1922), preußischer Landrat in Rheinbach, Oberpräsident der Rheinprovinz
- Otto von Groote (1883–1943), Maler der Düsseldorfer Schule
- Wolfgang von Groote (1911–2000), Offizier und Militärhistoriker